# Carlo Pellegrini (pittore)
Carlo Pellegrini (Albese con Cassano, 25 ottobre 1866 – Albese con Cassano, 5 settembre 1937) è stato un pittore e illustratore italiano.

## Biografia
Carlo Pellegrini studiò all'Accademia di Belle Arti di Brera a Milano e nel 1897 fu nominato membro onorario della terza Biennale di Brera per il suo dipinto intitolato Livigno. Nel 1900 si trasferì in Svizzera, vivendo tra Ginevra e Adelboden ma continuando a viaggiare in tutta Europa. Su invito del barone Pierre de Coubertin, realizzò un'opera ispirata al tema degli "sport invernali" per le Olimpiadi estive del 1912, vincendo la medaglia d'oro nella disciplina della pittura.